# جزء از کل
جزء از کل (به انگلیسی: A Fraction of the Whole) رمانی نوشته استیو تولتز است که در سال ۲۰۰۸ نوشته شده‌است. این کتاب دربارهٔ خانواده عجیب و غریب دین و اطرافیان و آشنایان آن‌ها است. فارسی این اثر به قلم پیمان خاکسار سال ۱۳۹۳ در نشر چشمه با تحریفات و سانسورهای فاحش منتشر شده‌است. این رمان در شمار آثار پرفروش دهه نود خورشیدی در ایران بوده‌است. هفتادمین چاپ اثر سال ۱۴۰۰ منتشر شده‌است. رمان جزء از کل به عنوان اثر برگزیده جایزه بوکر معرفی شده‌است.

## معرفی
آدم‌ها زن و شوهر و دوست‌دختر و دوست‌پسر می‌گیرند، برای این‌که به خودشان اجازه ندهند تا بیش از حد عجیب و غریب شوند؛ ولی یک مرد را مدتی طولانی تنها بگذار تا ببینی هر کار اجق‌وجقی از دستش برمی‌آید. زندگی در انزوا سیستم ایمنی ذهن را ضعیف می‌کند و مغز مستعد هجوم افکار غیرعادی می‌شود.

داستان زندگی دو نسل یک خانواده استرالیایی را از زبان دو نفر روایت می‌کند. گستره روایت آن از جنگ جهانی تا الآن را در بر می‌گیرد و همه افراد این خانواده نسبتی با جنون دارند. نویسنده در رمان جزء از کل به شرح زندگی دو نسل خانواده «دین» می‌پردازد. اعضاء این خانواده به عنوان خانواده‌ای عجیب‌وغریب در استرالیا شناخته شده‌است که گاه هم دست به جنای‌هایی ترسناک می‌زنند. شخصیت‌های «مارتین دین»، «تری دین» و «جسپر دین» سه شخصیت محوری و اضلاع مثلث این رمان محبوب هستند. روایت دوره زمانی جنگ جهانی دوم تا اوایل قرن بیست و یکم در استرالیا، پاریس و تایلند را در بر می‌گیرد.
«مارتین» و «تری» برادرانی در خانواده معمولی استرالیایی هستند. زندگی عادی مانند دیگر مردم دارند اما پس از مدتی «تری» به یکی از محبوب‌ترین شخصیت‌های ورزشی استرالیا بدل می‌شود و شمار زیادی از افراد را تحت تأثیر قرار می‌دهد. قهرمان داستان در ادامه زندگی‌اش با تبهکار استرالیایی گره می‌خورد و راهی زندان می‌شود. «مارتین»، برادر او پس از سوزاندن کل شهر در حالی که در این فکر است برادرش در سلول انفرادی تاریک زندان شهر در حال سوختن است و او را برای همیشه ازدست‌داده‌است خانه خود را ترک می‌کند و با فصل جدیدی از زندگی در پاریس روبه‌رو می‌شود.
«مارتین دین» شخصیت متفکر و عجیب داستان «جزء از کل» در فرایند روایت مدام در حال کنکاش و واکاوی شخصیت خود و دیگران است. او ذهنی پُر از سؤال دارد. او شخصیتی خود درگیر دارد که مدام با چالش‌های خلقت انسان و وجود درگیر است. او دنبال آن است بداند چرا انسان به وجود آمده‌است و درنهایت سرنوشت او چیست؟ او باوجود تمام این اندیشه‌های بی‌پاسخ، در جوانی در شهر پاریس با موجودی به نام «جاسپر دین»، پسرش روبه‌رو می‌شود و خود را در مقام تربیت و تعلیم یک بشر دیگر می‌بیند. زندگی این پدر و پسر که شبیه به خطی موازی است داستان پرکشش «جزء از کل» را شکل می‌دهد.

## شخصیت‌ها
مذاکره با خاطرات کار آسانی نیست: چطور می‌شود بین آن‌هایی که نفس نفس می‌زنند تا بازگو شوند و آن‌هایی که تازه دارند پا می‌گیرند و آن‌هایی که هنوز هیچی نشده چروک خورده‌اند و آن‌هایی که کلام آسیاب‌شان می‌کند و تنها گردی ازشان باقی می‌ماند انتخاب کرد؟

جاسپر دین
جاسپر دین پسر مارتین دین و همچنین برادرزادهٔ تری دین است. بیشتر اتفاقات در رمان توسط او تعریف می‌شود. روابط تیره و تار جاسپر با پدرش موضوع اصلی رمان را تشکیل می‌دهد، و او به دلیل تربیت عجیب و زخم زبان‌های پدرش دوران کودکی گیج کننده‌ای را پشت سر می‌گذارد. او همیشه از اینکه به پدرش شبیه شود هراس دارد و سعی می‌کند دور از پدرش زندگی و کار کند.
مارتین دین
مارتین دین پدر جاسپر دین فردی بدگمان، فیلسوف و باذکاوت است. در دوران کودکی او چهار سال و چهار ماه را در کما گذراند و هنگام بهوش آمدن احساس غریبی و ناآشنایی با دیگران و دنیا باعث شد تا حس تنفر از دیگران در او پدیدار شود. او در سرتاسر داستان مصمم است تا باورها و عقایدش را به پسرش انتقال دهد.
تری دین
تری دین برادر ناتنی مارتین است. در کتاب بلوند و خوش هیکل توصیف شده‌است. او شخصیتی تضاد با برادرش دارد؛ همین امر او را به سوی خلاف سوق می‌دهد و از او یک خلافکار بسیار مشهور می‌سازد.
کارولین پاتس
معشوق دوران جوانی تری و مارتین و همچنین دختر ثروتمندترین فرد شهر، او استرالیا را برای سفر به دور دنیا ترک می‌کند و در نهایت در میانسالی ازدواج می‌کند
آسترید
مادر جاسپر که به‌طور ناخواسته او را از مارتین باردار می‌شود، مارتین در آغاز عاشق اوست اما به تدریج با افسردگی آسترید هنگام بارداری روابطشان تیره و تار می‌شود. جاسپر هیچگاه او را ندیده‌است.
ادی
مَرد، دوست مارتین، که در پاریس با هم آشنا شدند. جاسپر به ادی مشکوک است چرا که او به تعطیلاتی طولانی و بدون اطلاع می‌رود و همیشه به مارتین پول قرض می‌دهد. او عکاسی می‌کند و قصد دارد به کشورش تایلند برگردد.

## نقد و بررسی
کایلی اسمیت در روزنامه وال‌استریت جورنال دربارهٔ کتاب جزء از کل نوشت.
این رمان به گونه‌ای آشوبگرانه سرگرم‌کننده و بامزه است خواند که نادیده گرفتن آن از نادیده گرفتن دسته‌ای توله سگ بازیگوش سخت‌تر و حتی چندین برابر از آنها سرگرم‌کننده و درگیرکننده تر است.

لان برام از روزنامه کوریر میل بیان کرده‌است؛
هر قسمت از کتاب پند و سخن قصاری قابل نقل قول کردن دارد که به صورت یک مشاهده دقیق و سرزنده از رفتارهای انسانی نوشته شده‌است، و آن را یک اثر هفتصد صفحه‌ای کلاسیک مدرن خواند.

جان فریمن منتقد روزنامه نیویورک تایمز اما نظری نه چندان مثبت دارد و می‌گوید اگرچه لحظات بسیار سرگرم‌کننده و خوبی در کتاب وجود دارد اما کتاب تلاش می‌کند اختلافات زیادی میان جاسپر و مارتین در تفسیر وقایع روزانه نشان دهد اما در عمل شکست می‌خورد چرا که آن‌ها کاملاً شبیه هم رفتار می‌کنند.
در نقدی دربارهٔ این اثر آمده‌است؛
این کتاب تنها یک رمان جذاب نیست بلکه اظهارنظرهایی فلسفی دربارهٔ زندگی بشر است که با قلم جادویی به نگارش درآمده است. نویسنده شخصیت‌های این قصه را باکمی بزرگنمایی در میان داستانی پرفرازونشیب قرار داده و آن‌ها را محکوم به زندگی و ادامهٔ حیات کرده‌است. این رمان بلند دربارهٔ آزادی، روح، عشق، مرگ و معنای زندگی صحبت می‌کند.

همچنین در نقدی دیگر دربارهٔ این اثر آمده است.
از نظر داستان‌نویسی، نویسنده سنگ تمام گذاشته و در هر صفحه یا هر دو صفحه، وقایع و اتفاقات داستانی زیادی را قطار کرده که اگرچه علت شان دیوانگی و بی منطقی شخصیت هاست، ولی با منطق و محاسبه درست نویسنده، در جایگاه خود قرار گرفته‌اند. از این نظر، «جزء از کل» می‌تواند سرمشق خوبی برای داستان و رمان نویسان جوان کشورمان باشد تا نمونه مناسبی مانند این اثر را در مورد استفاده صحیح از وقایع و اتفاقات داستانی، ببینند.